# Вулиці Кременчука

## 1-9
- 29 Вересня вулиця
- 101-й квартал
- 274-й квартал
- 278-й квартал
- 287-й квартал
- 297-й квартал
- 304-й квартал

## А
- Абрикосовий провулок
- Автобусний провулок
- Автозаводська вулиця
- Автозаводський бульвар
- Айвазовського тупик
- Алітуська вулиця
- Андріївська вулиця
- Антоненка-Давидовича вулиця
- Апостола Данила тупик
- Арсенальна вулиця
- Арсенальний провулок
- Артилеристів Кременчука
- Аскольда Князя провулок

## Б
- Багряного Івана вулиця
- Бажана вулиця
- Базилевського Віталія вулиця
- Бакинський провулок
- Бандери Степана провулок
- Баранова Віктора вулиця
- Барки Василя провулок
- Басейна вулиця
- Басейний провулок
- Бахчинський провулок
- Березовського Максима вулиця
- Береста Олексія провулок
- Бетонна вулиця
- Білаша Олександра вулиця
- Білокур Катерини вулиця
- Бикових винахідників провулок
- 1-й Бібліотечний тупик
- 2-й Бібліотечний тупик
- Білецьківська вулиця
- Богаєвського Овксентія лікаря вулиця
- Богуна вулиця
- Бойка Вадима вулиця
- Бончука Лікаря вулиця
- Боплана Гійома вулиця
- Боплана Гійома провулок
- Борищака Майора вулиця
- Ботанічна вулиця
- Будівельний провулок
- Бульби Тараса вулиця
- Бутовського Олексія провулок

## В
- Вагонна вулиця
- Вагонобудівний провулок
- Васильченка Степана проїзд
- Велика Набережна вулиця
- Великокохнівська вулиця
- Вернадського Володимира вулиця
- Вернадського Володимира провулок
- 1-й Вернадського Володимира тупик
- 2-й Вернадського Володимира тупик
- Верхньодніпровська вулиця
- Вершигори вулиця
- Веселий провулок
- Весняна вулиця
- Весняний провулок
- Весняний 1-й провулок
- Виговського Івана вулиця
- Винахідниці Ющенко вулиця
- Винниченка Володимира вулиця
- Винниченка Володимира тупик
- Виноградна вулиця
- Вишневецького Дмитра провулок
- Вишневий провулок
- Військова вулиця
- Вільний провулок
- Вільної України вулиця
- Вітовта Князя провулок
- Вовчка Марка вулиця
- Водний провулок
- Володимира Великого вулиця
- Володимира Кисельова провулок
- Волошина Августина провулок

## Г
- Газопровідна вулиця
- Газопровідний тупик
- Гайдамацька вулиця
- Гайдамацький провулок
- 1-й Гайдамацький тупик
- 2-й Гайдамацький тупик
- Галицького Данила вулиця
- Гамалії Григорія проїзд
- Гарматний провулок
- Герасимовича Академіка вулиця
- Героїв Бреста провулок
- Героїв Крут вулиця
- Героїв Охтирки провулок
- Героїв України вулиця
- Героїв УПА вулиця
- Гірника Олекси провулок
- Глобинський тупик
- Гоголя вулиця
- Гомельский провулок
- Гончара Олеся вулиця
- Горліс-Горського вулиця
- Горської Алли вулиця
- Господарська вулиця
- Господарський провулок
- Градижський провулок
- Гранітна вулиця
- Гребінки Євгена провулок
- Григоренка Петра проїзд
- Громадянська вулиця
- Грузинський провулок
- Грушевий провулок
- Грушевського вулиця
- Гурамішвілі Давида вулиця

## Ґ
- Ґарета Джонса вулиця

## Д
- Дарвіна тупик
- Дачний провулок
- Делегатський провулок
- Деповська вулиця
- Деповський провулок
- Дерев'янка Кузьми провулок
- Дербунова вулиця
- Дзюби Івана вулиця
- Димидюка Дмитра вулиця
- Диканський провулок
- Динамівський провулок
- Дніпрова Лейтенанта набережна
- Дніпровська вулиця
- Дніпровський провулок
- Докучаєва провулок
- Донецький провулок
- Дончика Віталія проовулок
- Дорошенка вулиця
- Древаля Олексія вулиця
- Дружби провулок
- Дружинницька вулиця
- Дудаєва Джохара провулок

## Е
- Експресівська вулиця

## Є
- Євгена Коновальця вулиця
- Європейська вулиця
- Євселевського Льва провулок
- Єгорова вулиця
- Єфремова Сергія вулиця

## Ж
- Житлобудівна вулиця
- Житлобудівний
- Жученка Федора тупик
- Житецького вулиця
- Жмайла Марка тупик

## З
- Заводська вулиця
- Заводський провулок
- Залізнична вулиця
- Залізничний провулок
- Миколи Залудяка
- Заміська вулиця
- Заньковецької Марії провулок
- Зарічна вулиця
- Затишний тупик
- Затонна вулиця
- Затонний провулок
- Захисників Азовсталі проїзд
- Західно-Набережна вулиця
- Зв'язковий провулок
- Зелений провулок
- Зоряний провулок

## І
- Івасюка Володимира вулиця
- Ізюмова Андрія вулиця
- Ізюмова Андрія провулок
- Ізюмова Андрія проїзд
- Індустріальна вулиця
- Індустріальний 2-й провулок
- Індустріальний 7-й провулок
- Індустріальний провулок
- Іонінська вулиця
- Ірпінська вулиця

## К
- Кавалерійська вулиця
- Кавказька вулиця
- Кагамлицька вулиця
- Кагамлицький провулок
- Калиновий провулок
- Калиновича Івана проїзд
- Калнишевського Петра вулиця
- Кам'яногірський провулок
- Караванний провулок
- Каразіна Василя тупик
- Караїмський провулок
- Кармалюка тупик
- Карпенка-Карого вулиця
- Каховська вулиця
- Керченська вулиця
- Київська вулиця
- Кириченко Раїси вулиця
- Кільцева вулиця
- Кленовий провулок
- Кобилянської Ольги вулиця
- Кобзарська вулиця
- Ковальова вулиця
- Ковпака Сидора вулиця
- Кожедуба Івана провулок
- Козачий провулок
- Композитора Вербицького провулок
- Кондратюка Юрія вулиця
- Кооперативна вулиця
- Корабліної проїзд
- Короленка вулиця
- Космічна вулиця
- Космічний провулок
- Космонавтів вулиця
- Кострова Давида вулиця
- Константиновича Володимира проїзд
- Котляревського вулиця
- Котляревського провулок
- Козацька вулиця
- Коханівська вулиця
- Коханівський провулок
- Кохнівська вулиця
- Кохнівський провулок
- Коцюбинського вулиця
- Княжий провулок
- Краснопрудний провулок
- Кременевий провулок
- Кременецький тупик
- Кривоноса Максима вулиця
- Криворізький провулок
- Криворудна вулиця
- Кривушанська вулиця
- Кронштадська вулиця
- Кропивницького вулиця
- Кропивницького провулок
- Крушельницької Соломії вулиця
- Крюкової Ніли вулиця
- Кубанська вулиця
- Кузнечна вулиця
- Кузьми Скрябіна провулок
- Кульчицького Сергія вулиця
- Курбаса Леся провулок
- Курчанівський провулок
- Кучми Миколи вулиця

## Л
- Лебедина вулиця
- Лебединий проїзд
- Левіна вулиця
- Леонтовича Миколи вулиця
- Ливарна вулиця
- Ливарний 1-й провулок
- Липи Юрія вулиця
- Липневий провулок
- Лисенка Миколи провулок
- Лікаря Парнети вулиця
- Лісний провулок
- Літературний провулок
- Літописний провулок
- Ліщинова вулиця
- Локомотивна вулиця
- Лубенський провулок
- Лугова вулиця
- Луговий провулок
- Луговий проїзд
- Лук'яненка Левка вулиця
- Лютневий провулок

## М
- Мазепи Івана вулиця
- Майора Пугача вулиця
- Мала Набережна вулиця
- Малокохнівський провулок
- Манагарова Генерала вулиця
- Мане-Каца вулиця
- Марусі Богуславки проїзд
- Маслова академіка вулиця
- Матросова вулиця
- Махорочна вулиця
- Єднання України вулиця
- Медовий провулок
- Межова вулиця
- Межовий провулок
- Мехеди Капітана провулок
- Мечникова тупик
- Мешко Оксани провулок
- Миколаївська вулиця
- Миклухо-Маклая провулок
- Миколайчука Івана вулиця
- Миргородський провулок
- Мирний провулок
- Миру вулиця
- Михайлівська вулиця
- Михайлівський провулок
- Міхновського Миколи вулиця
- Молодіжна вулиця
- Мрії вулиця

## Н
- Набережний провулок
- Нагірна вулиця
- Нагнибіди Івана вулиця
- Наливайка Северина вулиця
- Народних Ополченців вулиця
- Насосна вулиця
- Насосний провулок
- Національної гвардії провулок
- Небесної Сотні вулиця
- Недогарська вулиця
- Недогарський провулок
- Нескорених вулиця
- Незалежності площа
- Нечая провулок
- Нечая проїзд
- Нечуя-Левицького тупик
- Нижня вулиця
- Ніни Строкатої вулиця
- Новий провулок
- Новогеоргієвський провулок
- Новоіванівська вулиця
- Новоіванівський провулок
- Новокагамлицька вулиця
- Новомежова вулиця
- Новоселівська вулиця
- Ново-Східна вулиця
- Новохатьки провулок
- Носенка Артема вулиця

## О
- Одеська вулиця
- Одеський проїзд
- Одеський провулок
- Озерна вулиця
- Озерний тупик
- Олександрійська вулиця
- Олеся Олександра провулок
- Олега Князя провулок
- Ольги Княгині вулиця
- Ольжича Олега провулок
- Орлика Пилипа вулиця
- Орлика Пилипа провулок
- Орлика Пилипа тупик
- Орнштейна Льва вулиця
- Остапа Вишні вулиця
- Остроградського Адмірала вулиця
- Острозького Костянтина вулиця

## П
- Павлівська вулиця
- Павлівський провулок
- Панаса Мирного вулиця
- Паризька вулиця
- Парковий провулок
- Парковий 1-й провулок
- Партизанська вулиця
- Патона Євгена вулиця
- Передовий провулок
- Перекопська вулиця
- Перекопський провулок
- Перемоги вулиця
- Перемоги площа
- Переяславська вулиця
- Переяславський провулок
- Першотравневий провулок
- Петрівський провулок
- Петрівський проїзд
- Петрівський тупик
- Петлюри Симона провулок
- Петрусенко Оксани вулиця
- Петруся Якова вулиця
- Петруся Якова провулок
- Петька проїзд
- Печерського Олександра вулиця
- Пирогова вулиця
- Пирогова провулок
- Південний провулок
- Північний провулок
- Підгірна вулиця
- Піддубного Івана вулиця
- Підкови Івана провулок
- Пілотів вулиця
- Пілотів проїзд
- Піщана вулиця
- Піщаний 1-й тупик
- Піщаний 2-й тупик
- Полуботка гетьмана вулиця
- Платухіна вулиця
- Поздовжня вулиця
- Покладова лейтенанта вулиця
- Полковника Гегечкорі вулиця
- Полковника Оксанченка вулиця
- Полтавський проспект
- Польський проїзд
- Поштовий провулок
- Праведників вулиця
- Правобережна вулиця
- Правобережний провулок
- Прибережний провулок
- Привокзальна площа
- Придніпровський провулок
- Приймаченко Марії провулок
- Приозерна вулиця
- Приозерний проїзд
- Приозерний провулок
- Приріченська вулиця
- Приходька Івана вулиця
- Приходька Івана провулок
- Проектна вулиця
- Прокоповича Петра вулиця
- Прорізний провулок
- Проточний тупик
- Пугачова Вадима вулиця
- Пчілки Олени вулиця
- Пшеничний провулок

## Р
- Размислова вулиця
- Ракетна вулиця
- Ракітіна провулок
- Раскової Марини провулок
- Редутна вулиця
- Резервний провулок
- Республіканська вулиця
- Рєпіна вулиця
- Рєпіна провулок
- Рилєєва вулиця
- Рилєєва провулок
- Рильського вулиця
- Ринковий провулок
- Рівненський провулок
- Різдвяна вулиця
- Річковий провулок
- Робітничий провулок
- Роїк Віри проїзд
- Рокитянська вулиця
- Роменська вулиця
- Роменський провулок
- Ромоданівська вулиця
- Руденка Миколи провулок
- Руднична вулиця
- Русової Софії вулиця

## С
- Савченка Миколи провулок
- Сагайдачного вулиця
- Садківська вулиця
- Садківський провулок
- Садківський тупик
- Садова вулиця
- Саксаганського вулиця
- Салганна вулиця
- Самойлівська вулиця
- Самойлівський провулок
- Самчука Уласа провулок
- Сергеєва Архітектора вулиця
- Сержанта Мельничука вулиця
- Сержанта Онопченка вулиця
- Світанкова вулиця
- Свіштовська вулиця
- Свободи проспект
- Святослава Хороброго провулок
- Сердюка Ігоря вулиця
- Сєрова вулиця
- Сиваський провулок
- Силікатна вулиця
- Симоненка Василя вулиця
- Сікорського Ігоря вулиця
- Сінний провулок
- Січовий провулок
- Січових стрільців вулиця
- Скеляста вулиця
- Скорика Мирослава вулиця
- Скоропадського Павла вулиця
- Соборна вулиця
- Солдатський провулок
- Сомка Гетьмана провулок
- Сонячна вулиця
- Сонячний проїзд
- Сонячний тупик
- Сорочинський провулок
- Сосновська вулиця
- Сосюри Володимира провулок
- Софіївська вулиця
- Спаський провулок
- Спокійний тупик
- Степовий тупик
- Стефаника Василя провулок
- Столярний провулок
- Старшого лейтенанта Кагала вулиця
- Стуса Василя вулиця
- Стуса Василя провулок
- Сумська вулиця
- Сумський провулок
- Сухомлинського Василя вулиця
- Сущинського вулиця
- Східна вулиця

## Т
- Танковий провулок
- Татарулі Миколи вулиця
- Твардовського Олександра вулиця
- Театральна вулиця
- Теліги Олени провулок
- Тесленка провулок
- Тецівський провулок
- Тихий провулок
- Тіниста вулиця
- Ткаченка вулиця
- Ткаченка провулок
- Токарний провулок
- Тополевий провулок
- Торубари Івана провулок
- Торубари Івана проїзд
- Травневий провулок
- Тракторна вулиця
- Транспортний провулок
- Третяка Іллі вулиця
- Троїцька вулиця
- Трусова капітана вулиця
- Тулуб Зинаїди вулиця
- Тьомкіна Дмитра провулок
- Тютюників Братів вулиця

## У
- Українки Лесі проспект
- Українська вулиця
- Українського Відродження бульвар
- Університетська вулиця
- Університетський провулок
- Урбанського Броніслава вулиця
- Урожайний провулок
- Урожайний тупик
- Ушинського провулок

## Ф
- Федора Мазуленка провулок
- Федорченка Віктора провулок
- Федько Валентини вулиця
- Фізкультурний провулок
- Флотська вулиця
- Франка Івана вулиця
- Фруктовий провулок
- Фурштадська вулиця

## Х
- Халаменюка Олександра вулиця
- Харитини Пекарчук вулиця
- Харківська вулиця
- Херсонська вулиця
- Хімічна вулиця
- Хмельницького Богдана вулиця
- Хмельницького Богдана тупик
- Хмельницького провулок
- Холодної Віри вулиця
- Хорольська вулиця
- 1-й Хорольський тупик
- 2-й Хорольський тупик
- 3-й Хорольський тупик
- 4-й Хорольський тупик
- 5-й Хорольський тупик
- 6-й Хорольський тупик
- 7-й Хорольський тупик
- 8-й Хорольський тупик
- 9-й Хорольський тупик
- 10-й Хорольський тупик
- Хортицька вулиця
- Художній провулок
- Художня вулиця

## Ц
- Цегляна
- Цісик Квітки провулок

## Ч
- Чайки Дніпрової вулиця
- Червона Гірка вулиця
- Червоний провулок
- Чередницька вулиця
- Черкаська вулиця
- Черниша вулиця
- Чернігівська вулиця
- Четвертого Універсалу провулок
- Чечелівська вулиця
- Чечелівський провулок
- Чигиринський провулок
- Чичибабіна Бориса вулиця
- Чичибабіна Бориса тупик
- Чорних Запорожців вулиця
- Чорнобаби Івана вулиця
- Чорнобаївський провулок
- Чорновола В'ячеслава вулиця
- Чорновола В'ячеслава провулок
- Чорноморська вулиця
- Чубинського Павла вулиця
- Чумацький шлях вулиця
- Чурай Марусі вулиця
- Чуркіна Григорія вулиця

## Ш
- Шевченка вулиця
- Шістдесятників вулиця
- Шкільна вулиця
- Шкільний провулок
- Шухевича Романа вулиця

## Щ
- Щаслива вулиця
- Щемилівський провулок
- Щепкіна Михайла проїзд

## Ю
- Ювілельний провулок
- Юнацький проїзд
- Юннатів тупик

## Я
- Яблуневий провулок
- Ягідний провулок
- Ярмаркова вулиця
- Ярова вулиця
- Яровий провулок
- Ярослава Мудрого вулиця